# 활빈당
활빈당(活貧黨)은 1899년~1904년 사이에 한국의 남부지방에서 일어난 농민군 집단 중에서 가장 강대한 세력을 가졌던 집단이다.
동학 농민 전쟁 후 잔존한 농민군들은 일시 1896년의 을미의병 운동에 가담했다가 해산 후 화적(火賊)의 상태로 있으면서 독립협회와 만민공동회의 운동에 희망을 걸다가 그 운동마저 좌절당함을 보자, 1899년부터는 여러 가지 이름의 농민군 집단을 형성하여 저항운동을 전개하였다. 이 중에서 활빈당은 17세기 허균의 소설 『홍길동전』을 사상배경으로 하여 남부지방의 각지에 출몰하면서 부호의 재물을 탈취하여 빈민에게 나누어 주는 활빈(活貧) 투쟁을 한 것이다.
활빈당은 ① 자연 평등의 실현 ② 사회빈부 격차의 타파 ③ 국가의 혁신에 목표를 둔다고 선전하였다. 또한 구국 안민책으로서 ① 타국에의 곡물 수출을 금지하고 국내시장에 외국상인의 출입을 금지할 것 ② 각처의 시장과 연안 포구에 영세한 행상자(行商者)에 대한 징세의 폐해를 제거할 것 ③ 전지(田地)의 황폐를 가져오는 금광의 채굴을 엄금할 것 ④ 사전(私田)을 파하고 균전법(均田法)을 실시할 것 ⑤ 곡가를 일정하게 할 것 ⑥ 악형의 법률을 혁파하고 인정(仁政)을 시행할 것 ⑦ 농우의 도살을 엄금하고 농업을 잃는 폐해를 제거할 것 ⑧ 철도부설권을 외국인에게 허락하지 말 것 등을 주장하였다.
활빈당의 조직은 전집단을 통솔하는 노사장(老師丈)을 두고 각 지방에는 유사(有司)를 두었으며, 1년에 한 차례의 대장(大將)과 수시로 열리는 장(場)을 회의기관으로 하여 토론과 결정사항의 전달을 하도록 하였다.
활빈당은 1899년 이후 농민들의 주장이 중앙정계에서 실현될 희망을 잃었을 때 화적이 된 농민군들이 그들의 주장을 폭력으로 주장한 운동 형태라고 볼 수 있다. 활빈당 운동은 1905년 이후의 의병운동에 연결되어 의병으로 흡수되었다.
전라도 지역에서 활동하던 영학당이 봉기 실패 후 활빈당에 포함되었다.

## 같이 보기
- 활빈단(活貧党)
- 홍정식